# Javier Otano
Javier Otano Cid, né le 6 novembre 1946 à Tudela, est un homme politique espagnol ayant appartenu au Parti socialiste ouvrier espagnol (PSOE).
Il est élu en 1983 député au Parlement de Navarre. Il y dirige le groupe des députés socialistes entre 1984 et 1987, puis devient président du Parlement pour quatre ans en 1991.
Désigné en 1994 secrétaire général du PSOE de Navarre, il est investi en 1995 président du gouvernement de Navarre à la tête d'une coalition tripartite. Il démissionne en 1996 de toutes ses fonctions en raison d'une affaire politico-financière.

## Vie personnelle
Javier Otano Cid naît le 6 novembre 1946 à Tudela.
Il a une licence en philosophie et lettres, et spécialiste en langues romanes. Professionnellement, il est professeur dans le second degré.
Il est marié et père de deux enfants.

## Parcours politique

### Débuts et ascension
Le parcours politique de Javier Otano commence lors des élections municipales du 3 avril 1979. Il se présente à Tudela, sur la liste du Parti socialiste ouvrier espagnol (PSOE), dont il est n'est pas militant. Élu conseiller municipal, il adhère au PSOE quatre ans plus tard.
Lors des élections autonomiques du 8 mai 1983, il est élu député au Parlement de Navarre. Il occupe entre 1984 et 1987 le poste de porte-parole du groupe socialiste, au pouvoir. Il est réélu parlementaire en 1987, 1991 et 1995.
Le 24 juin 1991, il est élu président du Parlement de Navarre par 24 voix, contre 20 voix au sortant Javier Gómara et 6 bulletins blancs. Il bénéficie du soutien du Parti socialiste, d'Eusko Alkartasuna (EA) et d'Izquierda Unida (IU).

### Secrétaire du PSN-PSOE et président de la Navarre
Javier Otano est élu le 19 juin 1994 secrétaire général du Parti socialiste de Navarre-PSOE (PSN-PSOE) avec 64 % des voix, en remplacement de Gabriel Urralburu dont il est proche.
Il conduit donc son parti aux élections autonomiques du 28 mai 1995 et fait élire 11 députés sur 50. Ayant conclu un accord de coalition avec la Convergence des démocrates de Navarre (es) (CDN) et Eusko Alkartasuna, il est élu le 22 juillet président du gouvernement de la Communauté forale de Navarre par 23 voix pour, 22 voix contre et 5 abstentions.

### Retrait de la vie politique
Javier Otano annonce le 18 juin 1996 son retrait complet de la vie politique en démissionnant simultanément de la présidence du gouvernement, du Parlement et de la direction régionale du PSOE, parti dont il cesse d'être membre. Ce renoncement d'une seule traite intervient seulement quelques heures après qu'une juge d'instruction a découvert l'existence d'un compte bancaire en Suisse au nom de Javier Otano, supposément lié à la partie navarraise de l'affaire Roldán. Javier Otano assure ne rien savoir de ce compte qu'il dit avoir mis à son nom après que Gabriel Urralburu lui en avait fait la demande en 1991, celui-ci expliquant qu'il s'agissait « de l'argent du parti, qui pourrait être utile dans le futur ».
La direction nationale du PSOE met alors sur pied une direction provisoire le 24 juin, sous l'autorité d'Alberto Pérez Calvo (es), professeur de droit constitutionnel. Le 18 septembre, Miguel Sanz, de l'Union du peuple navarrais (UPN), prend la présidence de la Communauté forale en sa qualité de chef du parti disposant de la plus importante représentation parlementaire.

### Démêlés judiciaires
Mis en examen du chef de « corruption » dans la mesure où la juge d'instruction envisageait que le compte bancaire en Suisse ait été alimenté par une commission versée par Bosch Siemens dans le cadre de la vente de l'entreprise Safel, Javier Otano est mis hors de cause en février 2001 par la magistrate, qui dit n'avoir trouvé aucun indice en ce sens. Le classement sans suite est annulé en appel en décembre 2001.
Ouvert le 17 octobre 2004 devant l'audience provinciale de Pampelune, le procès est finalement arrêté quatre jours plus tard et les mis en cause sont acquittés, les magistrats ayant admis les arguments du ministère public qui estimait les faits prescrits.